# کین سونا (کارولینای جنوبی)
کین سونا(به انگلیسی: Cane Savannah) شهری در ایالت کارولینای جنوبی کشور ایالات متحده آمریکا است که جمعیت آن در سرشماری سال ۲۰۱۰ میلادی، ۱٬۱۱۷ نفر بوده‌است.